# Gidi Kanyuk
Gidi Kanyuk (hebräisch גידי קאניוק; * 11. Februar 1993 in Ramat Gan) ist ein israelischer Fußballspieler.

## Karriere

### Verein
Gidi Kanyuk erlernte das Fußballspielen in der Jugendmannschaft von Maccabi Petach Tikwa in Israel. Hier unterschrieb er 2011 auch seinen ersten Profivertrag. Der Verein aus Petach Tikwa spielte in der zweiten israelischen Liga, der Liga Leumit. 2013 feierte er mit dem Verein die Meisterschaft und stieg in die erste Liga auf. 2016 gewann er mit Maccabi den Israelischen Ligapokal. Für Maccabi absolvierte er insgesamt 147 Spiele. 2017 wechselte er nach Usbekistan zu  Paxtakor Taschkent. Der Verein aus Taschkent spielte in der ersten usbekischen Liga, der Uzbekistan Super League. 2017 spielte er siebzehnmal für den Verein. Das erste Halbjahr 2018 wurde er in seine Heimat zu Maccabi Tel Aviv ausgeliehen. Mit Tel Aviv feierte er am Ende der Saison die Vizemeisterschaft. Im Anschluss wurde er an seinen ehemaligen Verein Maccabi Petah Tikva ausgeliehen. Nach Vertragsende in Usbekistan kehrte er im September 2019 zurück nach Israel. Hier unterschrieb er einen Vertrag beim Erstligisten Hapoel Haifa in Haifa. Im Juli 2020 zog es ihn nach Thailand. Hier unterschrieb er einen Vertrag bei Buriram United. Mit dem Klub aus Buriram spielte er in der ersten Liga, der Thai League. Nach 10 Erstligaspielen für Buriram wechselte er im Dezember 2020 zum Ligakonkurrenten Nakhon Ratchasima FC nach Nakhon Ratchasima. Für Nakhon Ratchasima stand er 14-mal auf dem Spielfeld. Nach der Saison schloss er sich dem Ligakonkurrenten Chonburi FC an. Für den Erstligisten aus  Chonburi absolvierte er 26 Ligaspiele. Nach Vertragsende ging er wieder in sein Heimatland, wo er ab dem 1. Juli 2022 für seinen ehemaligen Verein Hapoel Haifa spielte. Nach einem Jahr, in dem er 20 Ligaspiele absolvierte, wechselte er Anfang Juli 2023 zum Ligakonkurrenten Beitar Jerusalem. Nach nur zwei Monaten wechselte er im September 2023 zum Zweitligisten Hapoel Ramat Gan.

### Nationalmannschaft
Gidi Kanyuk absolvierte 2012 vier Testspiele für die israelischen U19-Nationalmannschaft.

## Erfolge
Maccabi Petah Tikva
- Israelischer Zweitligameister: 2012/13  ▲
- Israelischer Ligapokalsieger: 2016

Maccabi Tel Aviv
- Israelischer Vizemeister: 2017/18